# Campionati europei di slittino 1982
I Campionati europei di slittino 1982 sono stati la 28ª edizione della competizione.
Si sono svolti a Winterberg, in Germania dell'Ovest.

## Medagliere
| Pos.   | Nazione          | Oro | Argento | Bronzo | Totale |
| ------ | ---------------- | --- | ------- | ------ | ------ |
| 1      | Germania Est     | 2   | 2       | 1      | 5      |
| 2      | Austria          | 1   | 0       | 0      | 1      |
| 3      | Unione Sovietica | 0   | 1       | 0      | 1      |
| 4      | Italia           | 0   | 0       | 1      | 1      |
| 4      | Germania Ovest   | 0   | 0       | 1      | 1      |
| Totale | Totale           | 3   | 3       | 3      | 9      |

## Podi
| Evento            | Oro                                  | Argento                      | Bronzo                             |
| Singolo Maschile  | Uwe Hendrich                         | Sergey Danilin               | Ernst Haspinger                    |
| Singolo Femminile | Bettina Schmidt                      | Steffi Martin                | Melitta Sollmann                   |
| Doppio            | Günther Lemmerer Reinhold Sulzbacher | Hans Einn Jörg-Dieter Ludwig | Hans Stangassinger Franz Wembacher |